# 安西徹雄
安西 徹雄（あんざい てつお、1933年4月20日 - 2008年5月29日）は、日本の英文学者、演出家。上智大学名誉教授。専門はイギリス文学、特にウィリアム・シェイクスピア。日本のシェイクスピア研究の第一人者である。大学での研究教育の他、自身の著書多数あり、演劇集団「円」では演出家・翻訳家として活動した。

## 生涯
1933年、愛媛県松山市生まれ。愛媛県立松山東高等学校時代の友人に伊丹十三がいる。1958年愛媛大学文理学部を卒業。上智大学大学院文学研究科に進み、1965年に博士課程を中退して、上智大学の講師となる。1970年より助教授、1978年より教授。2003年に定年退任し、同校名誉教授となった。
1975年、芥川比呂志らと演劇集団 円の創立に参加、訳・演出によるシェイクスピア作品を多数上演し、近年ようやく安西訳によるシェイクスピア作品の刊行が始まった。他に友人・知人でもあるエドワード・サイデンステッカー、ピーター・ミルワードなどの翻訳も多く行った。脳出血のため、2008年5月29日に亡くなった。

## 家族・親族
- 長男：安西信一は美学者・東京大学准教授(1960年-2013年)。2013年に急逝した[3]。

## 人物・エピソード
愛媛県の菓子業者一六本舗の「一六タルト」のCMで伊丹十三と共演していた。

## 著書
- 『マキアヴェリの世界 欲望の人間学』産業能率短期大学出版部 1973
- 『ナチス情報戦略 操作される欲望　ゲッベルスの哲学』産業能率短期大学出版部 1975
- 『新シェイクスピア物語』主婦の友社 1977
- 『シェイクスピア 書斎と劇場のあいだ』大修館書店 1978
- 『翻訳英文法 訳し方のルール』日本翻訳家養成センター 1982／改題「英文翻訳術」ちくま学芸文庫 1995
- 『英語の発想 翻訳の現場から』講談社現代新書 1983／ちくま学芸文庫 2000
- 『シェイクスピア劇四〇〇年 伝統と革新の姿』日本放送出版協会 NHKブックス 1985
- 『この世界という巨きな舞台 シェイクスピアのメタシアター』筑摩書房〈ちくまライブラリー〉 1988
- 『劇場人シェイクスピア ドキュメンタリー・ライフの試み』新潮選書 1994／改題「仕事場のシェイクスピア」ちくま学芸文庫 1997
- 『翻訳英文法徹底マスター』バベル・プレス 1994
- 『英文読解術』ちくま新書 1995／ちくま学芸文庫 2007
- 『翻訳英文法トレーニング・マニュアル 翻訳英文法徹底マスター完全準拠』バベル・プレス 1996
- 『シェイクスピアの名せりふ100 英和対訳』丸善ライブラリー 2001
- 『彼方からの声 演劇・祭祀・宇宙』筑摩書房 2004

### 編著
- 『大修館シェイクスピア双書 十二夜』編注 大修館書店 1987
- 『日本のシェイクスピア100年』荒竹出版 1989
- 『翻訳を学ぶ人のために』井上健・小林章夫共編 世界思想社 2005

### 翻訳
- ジョン・マッキーン『アレゴリー』研究社出版 1971
- エドワード・サイデンステッカー『異形の小説』南窓社 1972
- ピーター・ミルワード『シェイクスピア研究入門』中央出版社 1972
- ピーター・ミルワード『新・英文学史入門』三省堂新書 1973
- G・K・チェスタトン『正統とは何か』福田恆存共訳 春秋社「著作集」 1973、新版1995・2009・2019
- ウィリアム・カリー『疎外の構図 安部公房・ベケット・カフカの小説』新潮社 1975
- チェスタトン『棒大なる針小』別宮貞徳共訳 春秋社「著作集」 1975、新版1999。文学論・随筆集
- 『ミルワード氏の昆虫記』新潮社 1976
- ジョン・ヴァーノン・ロード『ジャイアント・ジャム・サンド』アリス館牧新社 1976
- ジョン・ヴァーノン・ロード『にげだしたローラー・スケート』アリス館牧新社 1976
- ディビッド・マッキー (まほうつかいメルリックのはなし アリス館牧新社

『まほうをわすれたまほうつかい』1976
2 『まほうつかいのまほうくらべ』1978
4『ききゅうにのったまほうつかい』1979
5『まほうつかいとドラゴン』1981
6『まほうつかいのにせものさわぎ』1984
7『まほうつかいとふしぎなおおかん』1989
- ディビッド・マッキー『ぞうのエルマー』アリス館牧新社 1976

『またまたぞうのエルマー』 アリス館牧新社 1977
- 『ミルワード氏の動物記』新潮社 1977
- ピーター・ミルワード『イギリスのこころ』三省堂選書 1979
- ピーター・ミルワード『イギリスの学校生活』新潮社 1979
- ジェイン・ヨーレン『ディランよディラン』アリス館牧新社 1980
- ピーター・ミルワード『ヨーロッパのこころ 西洋文明の源をたずねて』三省堂 1981
- マッキー『ピエロになったベン』アリス館 1982

『ジャングルにいったベン』アリス館 1983
- エドワード・サイデンステッカー『私のニッポン日記』講談社現代新書 1982
- ピーター・ミルワード『シェイクスピアの人生観』新潮選書 1985
- 『ニール・サイモン戯曲集 3』酒井洋子、福田陽一郎、鳴海四郎共訳 早川書房 1985
- エドワード・サイデンステッカー『東京下町山の手』TBSブリタニカ 1986、ちくま学芸文庫 1992、講談社学術文庫 2013
- ピーター・ミルワード『シェイクスピア劇の名台詞』講談社学術文庫 1986
- ピーター・ミルワード『うっかり先生回想録 日本で教えて三十三年』南窓社 1990
- チェスタトン 『ジョージ・バーナード・ショー』「著作集 評伝篇 4」春秋社 1991
- エドワード・サイデンステッカー『立ちあがる東京 廃墟、復興、そして喧騒の都市へ』早川書房 1992
- エドワード・サイデンステッカー『日本との50年戦争 ひと・くに・ことば』朝日新聞社 1994
- ドナルド・リチー『十二人の賓客 日本に何を発見したか』TBSブリタニカ 1997
- イアン・ウィルソン『シェイクスピアの謎を解く』河出書房新社 2000
- 『流れゆく日々 サイデンステッカー自伝」時事通信出版局 2004
- シェイクスピア『リア王』光文社古典新訳文庫 2006
- シェイクスピア『ジュリアス・シーザー』光文社古典新訳文庫 2007
- ミルワード『愛と無 自叙伝の試み』人文書館 2007
- シェイクスピア『ヴェニスの商人』光文社古典新訳文庫 2007
- シェイクスピア『十二夜』光文社古典新訳文庫 2007
- シェイクスピア『マクベス』光文社古典新訳文庫 2008
- シェイクスピア『ハムレット Q１』光文社古典新訳文庫 2010